# Włodzimierz Koczara
Włodzimierz Koczara (ur. 15 sierpnia 1942 w Warszawie, zm. 30 marca 2022 tamże) – polski elektrotechnik, prof. dr hab. inż.

## Życiorys
Był synem Tadeusza i Klary. W 1966 ukończył studia elektrotechniczne w Politechnice Warszawskiej. Obronił pracę doktorską, następnie uzyskał stopień doktora habilitowanego. W 1988 nadano mu tytuł profesora w zakresie nauk technicznych.
Został zatrudniony na stanowisku profesora zwyczajnego w Instytucie Sterowania i Elektroniki Przemysłowej na Wydziale Elektrycznym Politechniki Warszawskiej.
Zmarł 30 marca 2022.

## Odznaczenia i wyróżnienia
- Nagrody Ministra[1]
- Nagroda Rektora Politechniki Warszawskiej (wielokrotnie)[1]
- Nagroda Premiera RP[1]
- Medal Komisji Edukacji Narodowej[1]
- medale organizacji międzynarodowych EPE i PEMC[1]